# Chicago Athletic Association
Il Chicago Athletic Association era una polisportiva statunitense, con sede a Chicago, Illinois.

## Storia
Il Chicago Athletic Association, che venne fondato nel 1890 da Marshall Field, Henry Ives Cobb, Cyrus McCormick e Albert Spalding, fondatore della Spalding, faceva parte della tradizione statunitense dei club sportivi, presenti in tutte le più importanti città d'oltreoceano. Era una organizzazione no profit che riguardava lo sport, il business e le iniziative sociali.
Gli sportivi del CAA parteciparono alla III Olimpiade. La squadra partecipò alle gare di nuoto e di pallanuoto, vincendo due medaglie d'argento, una nella staffetta 4x50 iarde stile libero, e una nel torneo di pallanuoto, dopo essere stata sconfitta in semifinale dal New York Athletic Club.
I componenti della squadra di nuoto erano Hugo Goetz, David Hammond, Ray Thorne e Bill Tuttle, mentre il team di pallanuoto era composto da Rex Beach, Jerome Steever, Edwin Swatek, Charles Healy, Frank Kehoe, David Hammond e Bill Tuttle.
Nel 1915, quando William Wrigley comprò i Chicago Cubs, la squadra adottò il logo del CAA. Nell'agosto 2007, il Chicago Athletic Association chiuse per bancarotta; la sede di S. Michigan 12, e un altro edificio furono venduto a circa 31 milioni di dollari.